# Varlaam, Giurgiu
Varlaam este un sat în comuna Adunații-Copăceni din județul Giurgiu, Muntenia, România. La recensământul din 2002 avea o populație de 617 locuitori.